# Ацетилфторид
Ацетилфторид — органическое вещество, фторангидрид уксусной кислоты. В органическом синтезе используется как предшественник ацилирующих реагентов.

## Получение
Препаративный метод получения ацетилфторида заключается в добавлении ацетилхлорида к раствору фторида калия в уксусной кислоте. При этом в осадок выпадает хлорид калия и выделяется ацетилфторид, который собирают конденсацией.
{\displaystyle {\mathsf {CH_{3}COCl+KF\rightarrow CH_{3}COF+KCl}}}

## Химические свойства
При смешивании ацетилфторида с фторидами металлов, являющимися кислотами Льюиса, образуются соли ацилия, которые могут быть выделены в индивидуальном виде. Также ацетилфторид реагирует с триоксидом серы, давая ацетилсульфонилфторид, который, как и соли ацилия, является хорошим ацилирующим реагентом.
{\displaystyle {\mathsf {CH_{3}COF+BF_{3}\rightarrow CH_{3}CO^{+}BF_{4}^{-}}}}
{\displaystyle {\mathsf {CH_{3}COF+SO_{3}\rightarrow CH_{3}CO_{2}SO_{2}F}}}
Ацетилфторид можно использовать в реакциях ацилирования по Фриделю — Крафтсу. Ацилфториды обычно не имеют никаких преимуществ перед ацилхлоридами, но иногда позволяют провести реакцию более региоселективно.